# رادیو تلویزیون مالزی
رادیو تلویزیون مالزی (مالایی: Jabatan Penyiaran Malaysia) شرکت دولتی رسانه‌ای مالزیایی است، که در سال ۱۹۴۶ تأسیس شد.